# Luisa Valenzuela

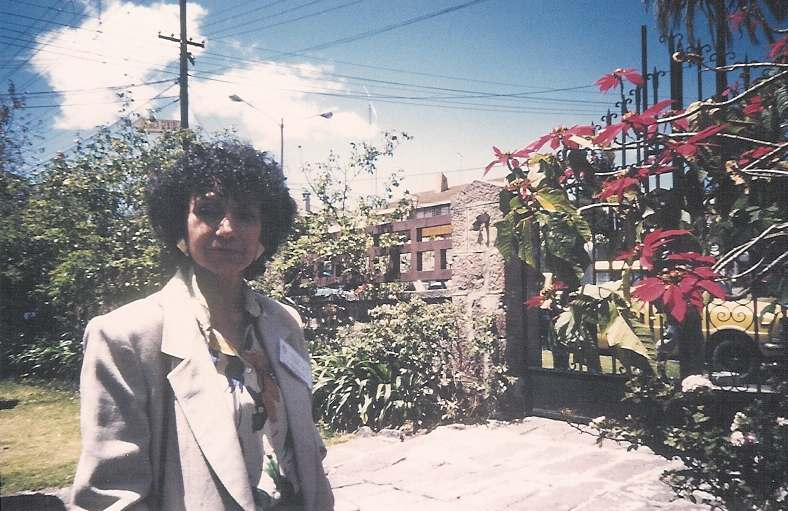
Luisa Valenzuela tại Quito, Ecuador, 1990.

Luisa Valenzuela (sinh ngày 26 tháng 11 năm 1938 tại Buenos Aires, Argentina) là nhà văn viết tiểu thuyết và truyện ngắn người Argentina. Các tác phẩm của bà có đặc trưng là theo phong cách thử nghiệm, từ đó đặt ra những câu hỏi về cấu trúc xã hội phân cấp từ một quan điểm nữ quyền. Bà được biết đến nhiều nhất với tác phẩm được viết để đáp lại chế độ độc tài vào những năm 1970 ở Argentina. Các tác phẩm như  Como en la guerra (1977), Cambio de armas (1982) and Cola de lagartija (1983) kết hợp sự phê phán mạnh mẽ về chế độ độc tài với một sự xem xét các hình thức gia trưởng của tổ chức xã hội và cấu trúc quyền lực xuất hiện trong các mối quan hệ về tình dục và giới của con người.

## Tiểu sử
Luisa Valenzuela sinh ra và lớn lên ở  Buenos Aires, Argentina vào ngày 26 tháng 11 năm 1938, là con của thầy thuốc Pablo Franciso Valenzuela và nhà văn Luisa Mercedes Levinson. Các nhà văn khác nhau đã tụ họp tại nhà của mẹ bà như Adolfo Bioy Casares, Jorge Luis Borges và Ernesto Sabato. TMặc dù cảm thấy hứng thú với khoa học tự nhiên từ khi còn nhỏ nhưng khi 17 tuổi, bà đã bắt đầu xuất bản trên nhiều tờ báo như tờ  Atlántida, El Hogar và Esto Es, và bà cũng làm việc cho Radio Belgrano. Ở tuổi 20, sau khi vừa mới kết hôn với Theodore Marjak, bà chuyển tới sống tại Paris và làm việc cho Radio Télévision Française, và gặp các thành viên của cả cuộc vận động văn học nouveau roman và Tel Quel.

## Giải thưởng
- 1965 Kraft Award
- 1966 Premio del Instituto Nacional de Cinematografía
- 1969 Fulbright Scholarship (International Writing Program, University of Iowa)
- 1972 Scholarship of Argentine "Fondo Nacional de las Artes" for investigations in New York City
- 1981/82 Fellow of the Institute for the Humanities of New York University
- 1983 Guggenheim-Scholarship
- 1985 Distinguished Writer in Residence at New York University
- Honorary Doctor of University of Knox, Illinois
- 1997 Medal "Machado de Assis" of Academia Brasilera de Letras
- 2004 Premio Astralba (University of Puerto Rico)
- 2011 Elected Foreign Honorary Member of the American Academy of Arts and Sciences
- 2016 Gran Premio de Honor de la SADE
- 2017 Honorary Doctor of Universidad Nacional de San Martín, Argentina

## Tác phẩm

### Tiểu thuyết

#### Tiếng Tây Ban Nha
- Hay que sonreír. Buenos Aires: Editorial Americalee, 1966. (CD-Rom: Buenos Aires, Ediciones La Margarita Digital, 2004).
- El gato eficaz. México: Ediciones Joaquín Mortíz, 1972. (reprints: Buenos Aires: Ediciones de la Flor, 1991, 2001). ISBN 950-515-123-3950-515-123-3
- Como en la guerra. Buenos Aires: Sudamericana, 1977. (reprints: La Habana: Ediciones Casa de las Américas, 2001).
- Cola de lagartija. Buenos Aires: Editorial Bruguera, 1983. (reprints: México: Difusión Cultural, UNAM, 1992. México: Planeta, 1998). ISBN 950-561-038-6950-561-038-6
- Realidad nacional desde la cama. Buenos Aires: Grupo Editor Latinoamericano, 1990, 1993. ISBN 950-694-127-0950-694-127-0
- Novela negra con argentinos. Barcelona: Ed. Plaza y Janés, 1990. (reprints:  Hanover (N.H.): Ediciones del Norte, 1990. Buenos Aires: Editorial Sudamericana, 1991). ISBN 84-01-38171-184-01-38171-1 ISBN 95007066959500706695 ISBN 0-910061-44-00-910061-44-0
- La Travesía. Buenos Aires: Editorial Norma, 2001. (reprints: Editorial Alfaguara, México, 2002, Bogotá 2002). ISBN 987-545-026-X987-545-026-X ISBN 95804659169580465916
- El Mañana. Buenos Aires: Editorial Seix Barral, 2010.
- Cuidado con el tigre. Buenos Aires: Editorial Seix Barral, 2011.
- La máscara sarda, el profundo secreto de Perón. Buenos Aires: Editorial Seix Barral, 2012.

#### Tiếng Anh
- Clara (the novel). Latin American Literary Review/Press, USA 1999.
- The Lizard's Tail (a novel). Farrar, Straus and Giroux, USA 1983. (reprint: Serpent's Tail, England 1987). ISBN 0-374-18994-30-374-18994-3
- He Who Searches (a novel). Dalkey Archive Press, USA 1986.
- Black Novel (with Argentines). Simon & Schuster. USA 1992. (reprint: Allen & Unwin, Australia 1992. Latin American Literary Review Press, USA 2001). ISBN 0-671-68764-60-671-68764-6 ISBN 18912701331891270133
- Bedside Manners (a novel). Serpent's Tail/High Risk. USA, 1995. (reprint: Serpent's Tail, UK, 1995). ISBN 1-85242-313-71-85242-313-7

### Truyện ngắn

#### Tiếng Tây Ban Nha
- Los heréticos. Buenos Aires: Editorial Paidós, 1967.
- Aquí pasan cosas raras. Buenos Aires: Ediciones de la Flor, 1975 and 1991.
- Libro que no muerde. México: Difusión Cultural, UNAM, 1980.
- Cambio de armas. Ediciones del Norte, Hanover, 1982. (reprints: México: Martín Casilla Editores, 1982. Buenos Aires: Editorial Norma, 2004).
- Donde viven las águilas. Buenos Aires: Editorial Celtia, 1983. ISBN 950-9106-29-1950-9106-29-1
- Simetrías. Buenos Aires: Ed. Sudamericana, 1993. (reprint: Barcelona: Ed. Plaza y Janés, 1997). ISBN 950-07-0899-X950-07-0899-X
- Antología personal. Buenos Aires: Ediciones Desde la Gente, 1998. ISBN 950-860-069-1950-860-069-1
- Cuentos completos y uno más. México / Buenos Aires: Alfaguara, 1999, 2001. ISBN 968-19-0509-1968-19-0509-1
- Simetrías/Cambio de Armas (Luisa Valenzuela y la crítica). Valencia: Ediciones ExCultura, 2002.
- El placer rebelde. Antología general. Prólogo y selección de Guillermo Saavedra. Buenos Aires, México: Fondo de Cultura Económica, 2003. ISBN 950-557-575-0950-557-575-0
- Microrrelatos completos hasta hoy. Córdoba (Arg.): Editorial Alción, 2004.
- Trilogía de los bajos fondos (Hay que sonreír, Como en la guerra, Novela negra con argentinos). México: Fondo de Cultura Económica, 2004.

#### Tiếng Anh
- Clara, 13 short stories and a novel. Harcourt, Brace and Jovanovich, USA 1976. ISBN 1-891270-09-51-891270-09-5
- Strange Things Happen Here. 19 short stories and a novel. Harcourt, Brace and Jovanovich, USA 1979. ISBN 0-15-185782-20-15-185782-2
- Other Weapons. Ediciones del Norte/Persea Books, USA 1985. ISBN 0-910061-22-X0-910061-22-X
- Open Door (selected short stories). North Point Press, USA 1988. (Neuere Ausgabe: Serpent's Tail. England 1992). ISBN 0-86547-310-20-86547-310-2
- The Censors (selected short stories, bilingual edition). Curbstone Press, USA 1992. ISBN 0-915306-12-30-915306-12-3
- Symmetries (short stories). Serpent's Tail/ High Risk. USA & England 1998. ISBN 1-85242-543-11-85242-543-1
- "A family for Clotilde", in Wendy Martin, The art of short story. USA: Houghton Mifflin Company, 2006.
- "Blind dates", in Pretext, Number 11, London 2005.

### Luận
- Peligrosas Palabras. Buenos Aires: Editorial Temas, 2001. (reprint: México: Editorial Océano, 2002). ISBN 987-9164-54-7987-9164-54-7
- Escritura y Secreto. México: Editorial Ariel, 2002. (reprint: México: Fondo de Cultura Económica, 2003). ISBN 84-375-0534-884-375-0534-8
- Los deseos oscuros y los otros (cuadernos de New York). Buenos Aires: Ed. Norma, 2002. ISBN 987-545-079-0987-545-079-0